# 박노수 (화가)
박노수(朴魯壽, 1927년 2월 17일 ~ 2013년 2월 25일)는 대한민국의 동양화가 겸 한국화가이며 대학 교수이다.
본관은 밀양(密陽)이며 아호(雅號)는 남정(藍丁), 심영실(心影室), 간원(艮園)인 그는 충청남도 연기 출생이다.

## 생애
1952년 서울대학교 미술대학 회화과를 나왔는데 참고로 그의 서울대 미대 회화과 1년 재학(1948년) 시절 은사 가운데 박문원(서울대학교 미술대학 회화과 객원교수 역임)는 월북 동양화가 겸 미술평론가이다.
남정 박노수 그는 서울대 미대 회화과를 나온지 2년 후 1954년부터 중고등학교에서 학생들을 가르치기 시작하여 서울 상명여자고등학교 등의 교사를 지냈고, 1956년 이화여자대학교 강사, 1962년 이후에는 서울대학교 미술대학 교수로 재직하였다.
1953년부터 국전에 출품하기 시작하여 제2회 국전에서 국무총리상, 제4회 국전에서 대통령상을 수상했고 대한미술협회전에서도 국무총리상과 공보실장상을 받았다. 묵림회(墨林會), 청토회(靑土會)의 회원이기도 하다. 1987년에 대한민국 예술원상을, 1994년 5·16민족상을 수상, 1995년 대한민국 은관문화훈장을 수훈, 2000년에는 3·1문화상을 수상하였다.
2013년 박노수 사후에 그의 자택은 현재 종로구립박노수미술관으로 개관했다.

### 사망
2013년 2월 25일 노환으로 인하여 향년 87세로 별세했다.

## 작품 및 평가
그는 전통적인 동양수묵, 부채(賦彩)에 현대적인 감각을 가미시켜 개성이 뚜렷한 화풍을 확립하였으며, 그의 작품에는 광활한 대기(大氣)를 달리는 시각(視覺)의 초극(超克) 같은 것이 있다고 평가받으며 한국 현대 동양화단의 대표적인 화가로 꼽힌다.
작품으로 〈비마(飛馬)〉, 〈수하(樹下)〉, 〈선소운(仙簫韻)〉 등이 있다.

## 학력
- 1945년 충청북도 청주고등상업학교 졸업
- 1952년 서울대학교 회화과 학사

## 서훈
- 1995년 은관문화훈장(2등급)

## 친척 관계
- 배우 이민정은 그의 외손녀(外孫女)이다.
- 배우 이병헌은 그의 외손녀 사위이다.

## 같이 보기
- 박수근
- 박고석
- 박노수 가옥